# 3 000 mètres féminin aux championnats du monde d'athlétisme en salle 2018
Pour un article plus général, voir Championnats du monde d'athlétisme en salle 2018.
Navigation
2016 2020
L'épreuve du 3 000 mètres féminin des championnats du monde en salle 2018 se déroule le 1er mars 2018 à la Barclaycard Arena de Birmingham, au Royaume-Uni.

## Résultats
| Rang               | Athlète                 | Pays            | Temps         | Notes |
| ------------------ | ----------------------- | --------------- | ------------- | ----- |
| Médaille d'or      | Genzebe Dibaba          | Éthiopie        | 8 min 45 s 05 |       |
| Médaille d'argent  | Sifan Hassan            | Pays-Bas        | 8 min 45 s 68 | SB    |
| Médaille de bronze | Laura Muir              | Grande-Bretagne | 8 min 45 s 78 | SB    |
| 4                  | Hellen Obiri            | Kenya           | 8 min 49 s 66 |       |
| 5                  | Shelby Houlihan         | États-Unis      | 8 min 50 s 38 |       |
| 6                  | Fantu Worku             | Éthiopie        | 8 min 50 s 54 |       |
| 7                  | Konstanze Klosterhalfen | Allemagne       | 8 min 51 s 79 |       |
| 8                  | Katie Mackey            | États-Unis      | 8 min 56 s 62 |       |
| 9                  | Dominique Scott         | Afrique du Sud  | 8 min 59 s 93 |       |
| 10                 | Eilish McColgan         | Grande-Bretagne | 9 min 01 s 32 |       |
| 11                 | Geneviève Lalonde       | Canada          | 9 min 03 s 91 |       |
| 12                 | Meraf Bahta             | Suède           | 9 min 05 s 94 |       |
| 13                 | Claudia Bobocea         | Roumanie        | 9 min 23 s 70 |       |
| 14                 | Tamara Amroush          | Jordanie        | 9 min 45 s 68 |       |

## Légende
Records et Performances
- AR : Record continental (area record)
- CR : Record des championnats (championship record)
- MR : Record du meeting (meet record)
- NR : Record national (national record)
- OR : Record olympique (olympic record)
- PR : Record paralympique (paralympic record)
- PB : Record personnel (personal best)
- SB : Meilleure performance personnelle de la saison (season's best)
- WL : Meilleure performance mondiale de l'année (world leader)
- WJR : Record du monde junior (world junior record)
- WR : Record du monde (world record)

Circonstances et Conditions
- DNF : N'a pas terminé (did not finish)
- DNS : N'a pas pris le départ (did not start)
- DQ : Disqualification (disqualification)
- NM : Aucun essai valable enregistré (No Mark)
- Q : Qualifié « directement » au prochain tour (ou à la prochaine compétition), lors d'une compétition majeure, grâce au classement ou à la réalisation des minima (automatic qualifier)
- q : Qualifié au prochain tour (ou à la prochaine compétition), lors d'une compétition majeure, grâce au repêchage ou à la réalisation de l'une des meilleures performances parmi celles des « non qualifiés directement » (grâce au meilleur temps ou à la meilleure distance par exemple) (secondary qualifier)